# Harlem (Montana)
Harlem – miasto w Stanach Zjednoczonych, w stanie Montana, w hrabstwie Blaine.